# Cephalocera brunnipes
Cephalocera brunnipes är en tvåvingeart som beskrevs av Hesse 1969. Cephalocera brunnipes ingår i släktet Cephalocera och familjen Mydidae. Inga underarter finns listade i Catalogue of Life.